# Dick Nunis
Richard A. Nunis, dit Dick Nunis (30 mai 1932, Cedartown, Géorgie - 13 décembre 2023) est un directeur américain ayant fait carrière au sein de la Walt Disney Company.

## Biographie
Richard Nunis est né le 30 mai 1932 à Cedartown en Géorgie, il fait ses études en Californie à l'Université de Californie du Sud. Son ambition est de devenir entraîneur sportif mais une blessure au cou met fin à sa carrière de footballeur.
Le 26 mai 1955, grâce à son camarade de classe Ronald Miller, alors gendre de Walt Disney, il obtient un poste d'assistant de Van France au service de formation de Disneyland,, prémices de la Disney University. Dick Nunis devient instructeur pour les employés du parc qui ouvre le 17 juillet 1955. Avec Van France, il participe à la création du système d'orientation des employés et à la rédaction des supports de formation.
Ce qui n'est au début qu'un job d'été devient une carrière de 44 années au sein de Disney. Dick Nunis grimpe alors les échelons, passant superviseur de zone, superviseur du service courrier et sténographie, directeur des opérations de Disneyland en 1961, puis vice-président opérationnel en 1968. À partir de 1961, il travaille entre autres sur le projet X,.
En 1972, il devient le vice-président exécutif de Disneyland et du Walt Disney World Resort,.
En 1980, il est nommé président de la division Outdoor Recreation supervisant Walt Disney World, EPCOT Center, puis les Disney-MGM Studios (construit en 1989). Il participe aussi comme consultant à la construction des parcs Tokyo Disneyland et Euro Disneyland. À partir de 1981, il est membre du directoire de la Walt Disney Company.
En septembre 1984, durant la Guerre financière pour Disney, Nunis se propose comme directeur général. Mais il est écarté au profit de Michael Eisner.
En 1991, il devient le président directeur général de Walt Disney Attractions.
Il a pris sa retraite après 44 ans de carrière, le 26 mai 1999, année de sa nomination comme Disney Legends. Cette nomination est accompagnée de la mise en place d'une fenêtre dédicadée sur Main  Street USA à Disneyland.
Le 13 décembre 2023, il meurt à l'âge de 91 ans à Orlando entouré de sa famille.